# Distancia (álbum de José José)
Distancia es el nombre del 30°. y penúltimo álbum de estudio grabado por el intérprete mexicano José José. Fue lanzado al mercado bajo el sello discográfico BMG U.S. Latin el 30 de junio de 1998, el tercero álbum que realiza bajo la producción del argentino Roberto Livi, quien ya trabajó en los dos álbumes anteriores del intérprete, 40 y 20 (1992) y Mujeriego (1995), respectivamente el cual logra los primeros lugares con el éxito Ojalá que te mueras.

## Lista de canciones[1]
Todas las canciones escritas y compuestas por Roberto Livi y Rafael Ferro García, excepto donde se indica.

| Distancia |                       |                                   |          |  |
| N.º       | Título                | Escritor(es)                      | Duración |  |
| 1.        | «La llamaban María»   | Roberto Livi, Rafael Ferro García | 3:44     |  |
| 2.        | «Triste tarde gris»   | Roberto Livi, Rafael Ferro García | 4:08     |  |
| 3.        | «Distancia»           | Roberto Livi, Rafael Ferro García | 4:25     |  |
| 4.        | «Cariño»              | Roberto Livi, Rafael Ferro García | 3:21     |  |
| 5.        | «No hay otro remedio» | Roberto Livi, Jorge Madeira       | 3:42     |  |
| 6.        | «Ojalá que te mueras» | Roberto Livi, Rafael Ferro García | 4:25     |  |
| 7.        | «Amar sin ser amado»  | Roberto Livi, Rafael Ferro García | 3:56     |  |
| 8.        | «Sin ti»              | Roberto Livi, Rafael Ferro García | 4:20     |  |
| 9.        | «Cómo duele»          | Roberto Livi, Rafael Ferro García | 3:37     |  |
| 35:38     |                       |                                   |          |  |

## Créditos y personal[1][2]
| Producción - José José - Voz - Ricardo "Eddy" Martínez - Arreglos de bases. - Julián Navarro - Arreglos de cuerdas. - Roberto Livi - Dirección y producción. - Juan Mardi - Coordinación de producción - Mike Couzzi - Ingeniería (Bases y mezcla) - J.C. Ulloa - Ingeniería (Voz y coros) - Shawm Micheal - Ingeniería (Cuerdas) - Carlos Somonte - Fotografía - Román Martínez - Arte - RomanTimes Diseño - Diseño | Músicos - Músicos invitados: Eddy Martínez, Julio Hernández, Grant Geissman, Pedro Iñiguez. - Arturo Sandoval - Trompeta (Cortesía de N2K Encoded Records) - Rita Quintero, Wendy Pedersen, Raúl Sterling, George Noriega - Coros - Los Angeles String Ensamble, Concertino: Pavel Farkas - Cuerdas - Participación especial del Trío "Los Hispanos". |